# Coclé (prowincja)
Coclé - prowincja w środkowej części Panamy. Stolica: Penonomé. Ludność: 263 254 (2018, szacowana), powierzchnia: 4 927 km². Położona jest nad Oceanem Spokojnym. Od zachodu graniczy z prowincją Veraguas, od północy z prowincją Colón, od południa z prowincją Herrera, a od wschodu z prowincją Panama Zachodnia. Klimat tropikalny. Najważniejszą gałęzią gospodarki jest rolnictwo: uprawa trzciny cukrowej, ryżu, kukurydzy, kawy oraz hodowla bydła. Wskaźnik rozwoju społecznego HDI: 0,677 (średni).